# Psammobotys alpinalis
Psammobotys alpinalis là một loài bướm đêm trong họ Crambidae.